# Charidotella immaculata
Charidotella immaculata es un coleóptero de la familia Chrysomelidae.
Fue descrita científicamente en 1790 por Olivier.